# Dasyatis kuhlii
Espèce
Dasyatis kuhlii est une espèce de raies appartenant à la famille des Dasyatidés.